# 1968年夏季奥林匹克运动会游泳比赛
1968年夏季奥林匹克运动会游泳比赛在墨西哥城举行。共有29个项目。共有来自51个国家的468选手参加了比赛。最终美国队以21金15银16铜的成绩位居该项目奖牌榜榜首。

## 奖牌榜
| 排名 | 国家／地区 | 金牌 | 银牌 | 铜牌 | 總數 |
| ---- | ---------- | ---- | ---- | ---- | ---- |
| 1    | 美国       | 21   | 15   | 16   | 52   |
| 2    |            | 3    | 2    | 3    | 8    |
| 3    | 东德       | 2    | 3    | 1    | 6    |
| 4    | 南斯拉夫   | 1    | 1    | 0    | 2    |
| 5    | 墨西哥     | 1    | 0    | 1    | 2    |
| 6    | 荷兰       | 1    | 0    | 0    | 1    |
| 7    | 苏联       | 0    | 4    | 4    | 8    |
| 8    | 加拿大     | 0    | 3    | 1    | 4    |
| 9    | 英国       | 0    | 1    | 0    | 1    |
| 10   | 西德       | 0    | 0    | 2    | 2    |
| 11   | 法国       | 0    | 0    | 1    | 1    |

## 各项成绩

### 男子项目
| 项目              | 金牌                                                                  | 金牌         | 银牌                                                                                   | 银牌    | 铜牌                                                                                  | 铜牌    |
| 100米自由泳       | 迈克尔·温登 · （AUS）                                                 | 52.2 (WR)    | 肯·沃尔什 · 美国（USA）                                                                | 52.8    | 马克·斯皮茨 · 美国（USA）                                                             | 53.0    |
| 200米自由泳       | 迈克尔·温登 · （AUS）                                                 | 1:55.2 (OR)  | 唐·斯科兰德 · 美国（USA）                                                              | 1:55.8  | 约翰·纳尔逊 · 美国（USA）                                                             | 1:58.1  |
| 400米自由泳       | 迈克·伯顿 · 美国（USA）                                               | 4:09.0 (OR)  | 拉尔夫·赫顿 · 加拿大（CAN）                                                            | 4:11.7  | 阿兰·莫斯科尼 · 法国（FRA）                                                           | 4:13.3  |
| 1500米自由泳      | 迈克·伯顿 · 美国（USA）                                               | 16:38.9 (OR) | 约翰·金塞拉 · 美国（USA）                                                              | 16:57.3 | 格雷格·布拉夫 · （AUS）                                                               | 17:04.7 |
| 100米仰泳         | 罗兰·马特斯 · 东德（GDR）                                             | 58.7 (OR)    | 查利·希科克斯 · 美国（USA）                                                            | 1:00.2  | Ronnie Mills · 美国（USA）                                                            | 1:00.5  |
| 200米仰泳         | 罗兰·马特斯 · 东德（GDR）                                             | 2:09.6 (OR)  | Mitch Ivey · 美国（USA）                                                               | 2:10.6  | Jack Horsley · 美国（USA）                                                            | 2:10.9  |
| 100米蛙泳         | 唐·麦肯齐 · 美国（USA）                                               | 1:07.7 (OR)  | Vladimir Kosinsky · 苏联（URS）                                                        | 1:08.0  | Nikolai Pankin · 苏联（URS）                                                          | 1:08.0  |
| 200米蛙泳         | 费利佩·穆尼奥斯 · 墨西哥（MEX）                                       | 2:28.7       | Vladimir Kosinsky · 苏联（URS）                                                        | 2:29.2  | Brian Job · 美国（USA）                                                               | 2:29.9  |
| 100米蝶泳         | 道格·拉塞尔 · 美国（USA）                                             | 55.9 (OR)    | 马克·斯皮茨 · 美国（USA）                                                              | 56.4    | Ross Wales · 美国（USA）                                                              | 57.2    |
| 200米蝶泳         | 卡尔·罗比 · 美国（USA）                                               | 2:08.7       | 马丁·伍德罗夫 · 英国（GBR）                                                            | 2:09.0  | John Ferris · 美国（USA）                                                             | 2:09.3  |
| 200米个人混合泳   | 查利·希科克斯 · 美国（USA）                                           | 2:12.0 (OR)  | Greg Buckingham · 美国（USA）                                                          | 2:13.0  | John Ferris · 美国（USA）                                                             | 2:13.3  |
| 400米个人混合泳   | 查利·希科克斯 · 美国（USA）                                           | 4:48.4       | Gary Hall, Sr. · 美国（USA）                                                           | 4:48.7  | 米夏埃尔·霍尔特豪斯 · 西德（FRG）                                                     | 4:51.4  |
| 4×100米自由泳接力 | 美国（USA） · 扎克·佐恩 · 斯蒂芬·雷里奇 · 肯·沃尔什 · 马克·斯皮茨     | 3:31.7 (WR)  | 苏联（URS） · Georgi Kulikov · Viktor Mazanov · Semyon Belits-Geiman · Leonid Ilyichov | 3:34.2  | （AUS） · 格雷格·罗杰斯 · 罗伯特·丘萨克 · 鲍勃·温德 · 迈克尔·温登                     | 3:34.7  |
| 4×200米自由泳接力 | 美国（USA） · 约翰·纳尔逊 · 斯蒂芬·雷里奇 · 马克·斯皮茨 · 唐·斯科兰德 | 7:52.3       | （AUS） · 格雷格·罗杰斯 · 格雷厄姆·怀特 · 鲍勃·温德 · 迈克尔·温登                      | 7:53.7  | 苏联（URS） · Vladimir Bure · Semyon Belits-Geiman · Georgi Kulikov · Leonid Ilyichov | 8:01.6  |
| 4×100米混合泳接力 | 美国（USA） · 查利·希科克斯 · 唐·麦肯齐 · 道格·拉塞尔 · 肯·沃尔什     | 3:54.9 (WR)  | 东德（GDR） · 罗兰·马特斯 · 埃贡·亨宁格 · 霍斯特-金特·格雷戈尔 · 弗兰克·维甘德         | 3:57.5  | 苏联（URS） · Yuri Gromak · Vladimir Nemshilov · Vladimir Kosinsky · Leonid Ilyichov  | 4:00.7  |

### 女子项目
| 项目              | 金牌                                                            | 金牌        | 银牌                                                                              | 银牌   | 铜牌                                                                            | 铜牌   |
| 100米自由泳       | 简·亨 · 美国（USA）                                             | 1:00.0      | 苏珊·佩德森 · 美国（USA）                                                         | 1:00.3 | 琳达·古斯塔夫森 · 美国（USA）                                                   | 1:00.3 |
| 200米自由泳       | 黛比·迈耶 · 美国（USA）                                         | 2:10.5 (OR) | 简·亨 · 美国（USA）                                                               | 2:11.0 | 简·巴克曼 · 美国（USA）                                                         | 2:11.2 |
| 400米自由泳       | 黛比·迈耶 · 美国（USA）                                         | 4:31.8 (OR) | 琳达·古斯塔夫森 · 美国（USA）                                                     | 4:35.5 | 卡伦·莫拉斯 · （AUS）                                                           | 4:37.0 |
| 800米自由泳       | 黛比·迈耶 · 美国（USA）                                         | 9:24.0 (OR) | Pam Kruse · 美国（USA）                                                           | 9:35.7 | 玛丽亚·特雷莎·拉米雷斯 · 墨西哥（MEX）                                          | 9:38.5 |
| 100米仰泳         | 凯·霍尔 · 美国（USA）                                           | 1:06.2 (WR) | 伊莱恩·坦纳 · 加拿大（CAN）                                                       | 1:06.7 | Jane Swagerty · 美国（USA）                                                     | 1:08.1 |
| 200米仰泳         | 莉莲·沃森 · 美国（USA）                                         | 2:24.8 (OR) | 伊莱恩·坦纳 · 加拿大（CAN）                                                       | 2:27.4 | 凯·霍尔 · 美国（USA）                                                           | 2:28.9 |
| 100米蛙泳         | 久尔吉察·别多夫 · 南斯拉夫（YUG）                               | 1:15.8 (OR) | Galina Prozumenshchikova · 苏联（URS）                                            | 1:15.9 | 莎伦·威克曼 · 美国（USA）                                                       | 1:16.1 |
| 200米蛙泳         | 莎伦·威克曼 · 美国（USA）                                       | 2:44.4 (OR) | 久尔吉察·别多夫 · 南斯拉夫（YUG）                                                 | 2:46.4 | Galina Prozumenshchikova · 苏联（URS）                                          | 2:47.0 |
| 100米蝶泳         | 琳恩·麦克莱门茨 · （AUS）                                       | 1:05.5      | 埃莉·丹尼尔 · 美国（USA）                                                         | 1:05.8 | Susan Shields · 美国（USA）                                                     | 1:06.2 |
| 200米蝶泳         | 阿达·科克 · 荷兰（NED）                                         | 2:24.7 (OR) | 黑尔佳·林德纳 · 东德（GDR）                                                       | 2:24.8 | 埃莉·丹尼尔 · 美国（USA）                                                       | 2:25.9 |
| 200米个人混合泳   | 克劳迪娅·科尔布 · 美国（USA）                                   | 2:24.7 (OR) | 苏珊·佩德森 · 美国（USA）                                                         | 2:28.8 | 简·亨 · 美国（USA）                                                             | 2:31.4 |
| 400米个人混合泳   | 克劳迪娅·科尔布 · 美国（USA）                                   | 5:08.5 (OR) | Lynn Vidali · 美国（USA）                                                         | 5:22.2 | 扎比内·施泰因巴赫 · 东德（GDR）                                                 | 5:25.3 |
| 4×100米自由泳接力 | 美国（USA） · 简·巴克曼 · 琳达·古斯塔夫森 · 苏珊·佩德森 · 简·亨 | 4:02.5 (OR) | 东德（GDR） · 加布丽埃莱·韦茨科 · 罗斯维塔·克劳泽 · 乌塔·施穆克 · Martina Grunert | 4:05.7 | 加拿大（CAN） · 安杰拉·科赫兰 · 玛丽莲·科森 · 伊莱恩·坦纳 · 玛丽昂·莱           | 4:07.2 |
| 4×100米混合泳接力 | 美国（USA） · 凯·霍尔 · 凯蒂·鲍尔 · 埃莉·丹尼尔 · 苏珊·佩德森   | 4:28.3 (OR) | （AUS） · 琳恩·沃森 · 朱迪·普莱费尔 · 琳恩·麦克莱门茨 · 珍妮特·斯坦贝克           | 4:30.0 | 西德（FRG） · 安格莉卡·克劳斯 · Uta Frommater · 海克·胡斯特德 · 海德玛丽·赖内克 | 4:36.4 |

## 参与国家
共有来自51个国家和地区的468名运动员参加了该项目比赛。
| - 阿根廷（8） - （24） - 奥地利（3） - 巴巴多斯（1） - 比利时（6） - 巴西（4） - 保加利亚（3） - 加拿大（15） - 中华台北（4） - 哥伦比亚（9） - 哥斯达黎加（1） |  | - 古巴（3） - 捷克斯洛伐克（1） - 丹麦（3） - 东德（24） - 厄瓜多尔（3） - 萨尔瓦多（14） - 芬兰（3） - 法国（16） - 英国（24） - 危地马拉（3） |  | - 香港（3） - 匈牙利（14） - 冰岛（4） - 爱尔兰（4） - 以色列（6） - 意大利（10） - 牙买加（1） - 日本（20） - 黎巴嫩（1） - 卢森堡（1） |  | - 墨西哥（27） - 荷兰（17） - 新西兰（4） - 挪威（1） - 秘鲁（3） - 菲律宾（7） - 波兰（4） - 波多黎各（9） - 罗马尼亚（2） - 韩国（1） |  | - 南越南（2） - 苏联（31） - 西班牙（13） - 瑞典（16） - 瑞士（4） - 特立尼达和多巴哥（1） - 美国（52） - 乌拉圭（5） - 西德（27） - 南斯拉夫（6） |